# صدى تصادفي

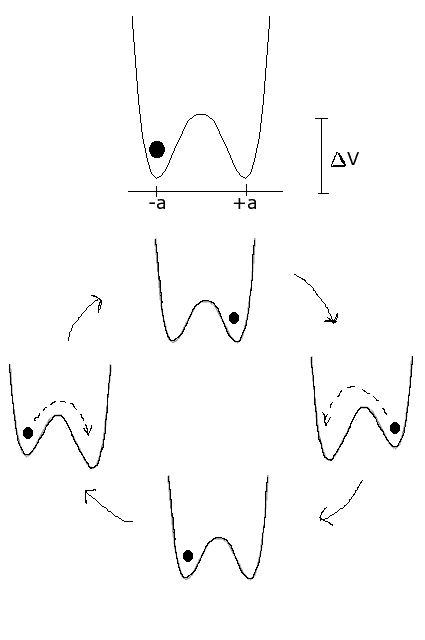

الصدى التصادفي (بالإنجليزية: Stochastic resonance)‏ أو (SR) هي ظاهرة حيث تكون الإشارة بشكل عام ضعيفة جداً ليتم التقاطها بمستشعر، والتي يمكن تقويتها بإضافة ضجيج أبيض للإشارة، والذي يحتوي على طيف واسع من الترددات. الترددات في الضجيج الأبيض المرافقة لترددات الإشارة الأصلية سوف ترن مع بعضها محرضة الإشارة الأصلية بينما لا تحرض بقية إشارة الضجيج الأبيض (وبذلك تزيد نسبة الإشارة إلى الضجيج والتي تجعل الإشارة الأصلية مهيمنة أكثر. علاوة على أن إشارة الضجيج الأبيض المضافة كافية لاستشعارها بالمستشعر والتي يمكن تنقيتها فيما بعد لالتقاط الإشارة الأصلية بشكل كفؤ (الإشارة التي لم يكن يمكن التقاطها).
ظاهرة تقوية الإشارات الغير قابلة للالتقاط بإضافة الضجيج الأبيض تمدد لأنظمة أخرى سواء كانت إلكترومغناطيسية، فيزيائية، أو بيولوجية. و هي جزء من أبحاث كثيفة.